# Christmas with the Kranks
Christmas with the Kranks (bra: Um Natal Muito, Muito Louco; prt: Natal Radical) é um filme americano de 2004, uma comédia que se passa na época do Natal estrelada por Tim Allen e Jamie Lee Curtis como um casal que decide ignorar o Natal desde que sua filha os deixou, para o desgosto de seus vizinhos. Foi dirigido por Joe Roth. Baseado no livro Skipping Christmas, de John Grisham. Foi escrito e produzido por Chris Columbus.

## Elenco
- Tim Allen como Luther Krank
- Jamie Lee Curtis como Nora Krank, esposa de Luther
- Dan Aykroyd como Vic Frohmeyer, o vizinho dominante dos Kranks e geralmente o chefe da ala do bairro
- Dava Hulsey como Amanda Frohmeyer, a esposa amorosa de Vic e mãe amorosa de Spike
- Julie Gonzalo como Blair Krank, a filha dos Kranks
- M. Emmet Walsh como Walt Scheel, o vizinho desagradável dos Kranks
- Elizabeth Franz como Bev Scheel, esposa doente de Walt
- Erik Per Sullivan como Spike Frohmeyer, o filho de Vic
- Cheech Marin como oficial Salino
- Jake Busey como oficial Treen, parceiro de Salino
- Austin Pendleton como Marty, o verdadeiro Papai Noel vendendo guarda-chuva
- Tom Poston como Padre Zabriskie
- Kim Rhodes como Julie, funcionária de Luther
- Arden Myrin como Daisy
- René Lavan como Enrique Decardenal, noivo de Blair
- Patrick Breen como Aubie, um estacionista
- Caroline Rhea como Candi, uma amiga de Nora
- Felicity Huffman como Merry, uma amiga de Nora
- Kevin Chamberlin como Duke Scanlon, um líder do Boy Scout

## Produção
Joe Roth sabia sobre o livro Skipping Christmas de John Grisham antes mesmo de ser publicado em 2001. Ele foi convidado por Grisham para ler o livro de forma antecipada, assumindo que ele poderia dirigir um filme baseado nele. Roth relembra: "Acontece que ele estava certo. Mesmo enquanto eu estava lendo, tudo que eu conseguia pensar era que isso faria um grande filme de Natal. Tinha humor, tinha personagens maravilhosos e tinha coração". Com os direitos do livro recebido e a fundação do Revolution Studios em maio de 2000 , ele afirmou que "como uma empresa iniciante, havia muito trabalho a ser feito para se colocar em funcionamento". Mais tarde, Chris Columbus, que também comprou os direitos de Skipping Christmas e escreveu um roteiro, chamou Roth para dirigir a adaptação.
Christmas with the Kranks ocorre principalmente no bairro de Kranks, na Hemlock Street, em Riverside, subúrbio de Chicago, Illinois, durante quatro semanas, de Ação de Graças até a véspera de Natal. O desenhista de produção Garreth Stover originalmente procurava locações com as condições climáticas certas e ambiente suburbano para Hemlock Street, conforme descrito especificamente no roteiro de Columbus do filme. Ele estava explorando desde a área metropolitana de Chicago até Minnesota, mas devido às condições extremas dessa parte dos Estados Unidos na época, os cineastas sentiam que era melhor instalar o bairro em um local vazio em vez de encontrar um.
Ao procurar um lugar para construir o cenário 15 semanas antes do início das filmagens, Stover escolheu um estacionamento de uma antiga fábrica de aviões da Boeing em Downey, Califórnia, a cerca de 24 quilômetros do centro de Los Angeles e no meio dos Downey Studios. O restante das primeiras três semanas foi gasto em projetar as casas com a ajuda do coordenador de construção David Elliott. Nas próximas 12 semanas, centenas de carpinteiros, estucadores e pintores construíram o que se tornaria o maior conjunto exterior para um filme, com mais de 700 pés de comprimento e incluindo 16 casas. O que Stover chamava de "o núcleo cinco" eram as casas dos Kranks, dos Frohmeyers, dos Scheels, dos Beckers e dos Trogdons, que ele afirmava ter "pisos de terra que estão vestidos e você pode ver". Ele também disse que o segundo andar do Kranks foi construído em um estúdio. O produtor Michael Barnathan afirmou que o conjunto estaria disponível para outros filmes, séries de TV e comerciais. No entanto, devido a reclamações de saúde dos moradores sobre resíduos tóxicos e falta de lucro, o estúdio fechou em 2012 e foi arrasado para construir um shopping. As cenas que envolvem a excursão de Nora Krank ao supermercado para obter um "Presunto de mel da Hicória" foram filmadas no Cordons Ranch Market, localizado na 2931 Honolulu Ave, Glendale, Califórnia.

## Trilha sonora
A trilha sonora foi produzida e supervisionada pelo músico norte-americano Steven Van Zandt, que organizou e produziu 6 faixas. Possui muitas canções de férias, incluindo "Jingle Bell Rock" de Brenda Lee; "Rudolph the Red-Nosed Reindeer" de Billy May & orquestra com vocais de Alvin Stoller; "I Saw Mommy Kissing Santa Claus" de Eddie Dunstedter; "White Christmas" de Dean Martin; "Frosty the Snowman" de Steve Van Zandt; "Blue Christmas" de Elvis Presley; e "The Christmas Song" de Ella Fitzgerald.
Ao contrário do filme, a trilha sonora recebeu críticas geralmente favoráveis, com muitos críticos apreciando o uso do garage rock como um "toque novo" na música natalina. Houston Press caracterizou-a em sua lista das 10 trilhas sonoras de filmes de Natal.
| Christmas with the Kranks: Music from the Motion Picture |                                           |                               |         |  |
| N.º                                                      | Título                                    | Artista                       | Duração |  |
| 1.                                                       | "Merry Christmas (I Don't Want to Fight)" | Ramones                       | 2:03    |  |
| 2.                                                       | "Frosty the Snowman"                      | The Charms                    | 3:39    |  |
| 3.                                                       | "The Christmas Song"                      | The Raveonettes               | 2:12    |  |
| 4.                                                       | "White Christmas"                         | Tina Sugandh                  | 4:00    |  |
| 5.                                                       | "Merry Christmas to All the World"        | Jean Beauvoir                 | 3:58    |  |
| 6.                                                       | "Navidad"                                 | Rene Lavan e Austin Pendleton | 2:02    |  |
| 7.                                                       | "Feliz Navidad"                           | Davie Allan                   | 2:37    |  |
| 8.                                                       | "Hey Santa Claus"                         | The Chesterfield Kings        | 2:26    |  |
| 9.                                                       | "Jingle Bell Rock"                        | Brenda Lee                    | 2:07    |  |
| 10.                                                      | "Joy to the World"                        | The Butties                   | 2:44    |  |
| 11.                                                      | "The Nutcracker Suite"                    | The Brian Setzer Orchestra    | 7:09    |  |
| 12.                                                      | "Blue Christmas"                          | Elvis Presley                 | 2:06    |  |
| Duração total:                                           | Duração total:                            | Duração total:                | 37:03   |  |

## Recepção

### Público
O público pesquisado pelo CinemaScore deu ao filme uma nota média de "B" na escala A + a F.
Em seu fim de semana de estreia, ganhou 21 570 867 dólares em 3 393 telas, ficando em terceiro lugar atrás do National Treasure e do The Incredibles. Eventualmente, arrecadou 96 572 480 dólares internacionalmente.

### Crítica
No site agregador de críticas Rotten Tomatoes, 5% das 131 resenhas dos críticos são positivas, com uma classificação média de 2,8/10. O consenso do site diz: "Um filme triste e tão fresco quanto o bolo de frutas do ano passado (...) é uma comédia grosseira e espalhafatosa que promove a conformidade."
O Metacritic, que usa uma média ponderada, atribuiu ao filme uma pontuação de 22 em 100, baseado em 33 críticos, indicando críticas "geralmente desfavoráveis".

## Mídia doméstica
Christmas with the Kranks foi lançado em DVD e VHS em 8 de março de 2005, e no UMD Video for PSP em 8 de novembro de 2005. Foi lançado em 14 de novembro de 2005 no Reino Unido.[carece de fontes?]